# إسبن آلبيرج
إسبن آلبيرج (بالنرويجية البوكمول: Espen Aalberg)‏ هو ملحن نرويجي، ولد في 12 أكتوبر 1975 في تروندهايم في النرويج.

## وصلات خارجية
- إسبن آلبيرج على موقع ميوزك برينز (الإنجليزية)
- إسبن آلبيرج على موقع ديسكوغز (الإنجليزية)